# Alessandro Prontera
Alessandro Prontera (Tricase, 15 settembre 1986) è un arbitro di calcio italiano.

## Biografia
Originario del leccese, vive a Bologna dal 2006, anno in cui si trasferì nel capoluogo emiliano per studiare odontoiatria.

## Carriera

### Anni 2010
Arrivato in Lega Pro nel 2013, ha esordito in Prima Divisione il 23 marzo 2014, nella partita Viareggio-Barletta. Nel 2018 viene promosso in C.A.N. B, debuttando nella serie cadetta il 27 ottobre, in occasione di Brescia-Cosenza.
Il 6 ottobre 2019 esordisce in Serie A, nella partita Fiorentina-Udinese, terminata 1-0 per il club toscano.

### Anni 2020
Il 1º settembre 2020 viene inserito nell'organico della CAN A-B, nata dall’accorpamento di CAN A e CAN B: dirigerà sia in Serie A che in Serie B. Nella stagione 2020-2021 viene designato in 5 partite del massimo campionato e per 11 in cadetteria.
Il 25 aprile 2023, nell'ambito di una collaborazione tra la Federazione Cipriota e l'AIA, insieme al collega Marco Di Bello, viene designato nel ruolo di VAR per la partita Arīs Limassol-APOEL, valida per A' Katīgoria. In seguito, viene chiamato sempre nello stesso ruolo, per le partite Pafos-Omonia e APOEL-AEK Larnaca, quest'ultima diretta dall'arbitro italiano Matteo Marchetti.
A novembre 2023, nell'ambito di una collaborazione tra l'AIA e la Federazione Cipriota, prende parte a due partite del massimo campionato cipriota: il 4 novembre svolge il ruolo di VAR in Aris Limassol-Nea Salamina, mentre il 5 novembre dirige Paphos-Anorthosis.
Il 1° luglio 2025 viene avvicendato dalla CAN per motivate valutazioni tecniche.